# Dionizjusz Dobry z Heraklei
Dionizjusz Dobry (gr.: Διονύσιος, Dionýsios) (ur. ok. 360, zm. 305 p.n.e.) – tyran Heraklei Pontyjskiej razem ze starszym bratem Tymoteuszem w latach 345–337 p.n.e., potem samodzielnie od 337 p.n.e. do swej śmierci. Młodszy syn Klearchosa I, tyrana Heraklei Pontyjskiej.
Dionizjusz razem ze starszym bratem Tymoteuszem byli wychowywani przez stryja Satyrosa. Gdy Klearchos I zmarł w r. 352 p.n.e., władzę tyrana objął jego brat Satyros, bowiem jego synowie byli zbyt młodzi. Stryj trzymał władzę dla bratanków przez piętnaście lat do czasu, kiedy postanowił przekazać władzę Tymoteuszowi w r. 346/345 p.n.e. Po tym zmarł na nieuleczalną chorobę. Tymoteusz zaraz po objęciu władzy dopuścił Dionizjusza do rządów. Ten wspólnie rządził z nim do jego śmierci w r. 338/337 p.n.e. Gdy zmarł Dionizjusz spalił jego zwłoki na okazałym stosie. Uroczystości pogrzebowe uświetnił zawodami hipicznymi, przedstawieniami teatralnymi, występami chórów i igrzyskami sportowymi.
Od tego czasu Dionizjusz był samodzielnym tyranem. Powiększył państwo dzięki zwycięstwu Aleksandra III Wielkiego, króla Macedonii, w bitwie nad Granikiem. Ten bowiem zezwolił poszerzyć wszystkim chętnym poszerzyć swe państwa kosztem Persji.  W tym czasie Dionizjusz miał poważny problem, ponieważ wygnani mieszkańcy Heraklei prosili Aleksandra o ich powrót oraz przywrócenie demokracji w ich mieście. Dzięki bystrości umysłu, życzliwości poddanych i pomocy Kleopatry, siostry Aleksandra, zachował tron. Gdy Macedończyk zmarł w r. 323 p.n.e., wystawił z tego powodu posąg bogini Radości. Gdy na czele państwa stanął Perdikkas, wygnańcy heraklejscy ponownie poprosili o powrót do miasta. Jednak ich zabiegi spełzły na niczym, bowiem Perdikkas został zamordowany w r. 322 p.n.e.
Dionizjusz był dwukrotnie żonaty. Jego pierwsza żona jest nieznana z imienia. Drugą żoną była Amastris, córka Oksatresa, brata Dariusza III Artaszaty, króla Persji. Miała ona siostrę stryjeczną Statejrę, żonę Aleksandra Macedońskiego. Amastris była poprzednio żoną Kraterosa, wodza macedońskiego, który po śmierci Aleksandra postanowił zerwać małżeństwo. Ten poślubił potem Filę, córkę Antypatra, wodza macedońskiego. Dionizjusz dzięki małżeństwu stał się jeszcze bogatszym. Stać go było na zakup majątku Dionizjusza II Młodszego, tyrana Syrakuz, po upadku jego państwa.
Dionizjusz po śmierci Aleksandra został sprzymierzeńcem Antygona, wodza macedońskiego, w wojnie diadochów. Pomagając mu w wojnie, otrzymał za to wielki zaszczyt. Mężem jego córki z pierwszego małżeństwa został Ptolemeusz, bratanek Antygona, strateg terytoriów nad Hellespontem.
Dionizjusz pędząc życie bez strachu i trosk, utył ponad miarę. Miał z tego powodu problemy z budzeniem się ze snu. Wybudzano go cienkimi długimi igłami, które wbijano głęboko w ciało. Audiencję przyjmował, będąc schowanym za skrzynią lub za szafą. Chciał w ten sposób ukryć swe ciało. Wystawiał tylko głowę.
Z drugą żoną Amastris posiadał troje dzieci (dwóch synów i córkę): Klearchosa, Oksatresa i Amastris. Przed śmiercią wyznaczył żonę na jedyną władczynię i z kilkoma innymi na opiekunkę nieletnich dzieci. Dionizjusz zmarł w r. 306/305 p.n.e., mając pięćdziesiąt pięć lat. Dzięki łagodnemu charakterowi rządzenia otrzymał przydomek „Dobry”.